# Balaji Vishwanath
Balaji Vishwanath Bath (Shrivardhan, 1 januari 1662 - Saswad, 12 april 1720) was peshwa (eerste minister) van het Maratharijk tussen 1713 en 1720. Hij was de rechterhand van chhatrapati (keizer) Shahu I. De keizer had er vrede mee militaire en politieke beslissingen aan zijn eerste minister te laten en zodoende kwam de eigenlijke macht bij de peshwa te liggen. Balaji Vishwanath was de drijvende kracht achter de groeiende macht en invloed van de Maratha's aan het begin van de 18e eeuw. In enkele decennia groeide het Maratharijk uit van een losse verzameling vrijbuiters tot de machtigste staat in India. Na Vishwanaths dood werd zijn zoon Baji Rao I peshwa, waarmee het ambt erfelijk werd.

## Levensloop

### Weg naar de macht
Balaji Viswanath was een brahmaan van de Chitpavan-kaste uit Shrivardhan in de Konkan, waar zijn oudere broer deshmukh (hoofdman van een district) was. Hij begon zijn carrière als klerk bij de zoutwinning in Chiplun, die in het bezit van de Siddi's van Janjira was. Rond 1700 was hij subahdar (de belangrijkste bestuurder) van de stad Pune, daarna van Daulatabad. Wegens zijn gaven als bestuurder trok hij de interesse van Dhanaji Jadhav, de senapati (opperste militaire bevelhebber) van het Maratharijk. Het rijk werd op dat moment geregeerd door regentes Tarabai, de weduwe van de in 1700 gestorven leider Rajaram. De erfgenaam van de troon, prins Shahu, verkeerde sinds zijn jeugd in gevangenschap aan het hof van de Mogolkeizer in Aurangabad.
In 1707 overleed de hoogbejaarde Mogolkeizer Aurangzeb. Zijn agressieve imperialistische politiek had bijna 30 jaar continu oorlog opgeleverd, maar de Maratha's waren niet onderworpen. Een jaar voor zijn dood had de keizer zijn legers uit de West-Ghats, het thuisland van de Maratha's, teruggetrokken. De Mogols gooiden het daarna over een andere boeg. Prins Shahu werd in 1707 vrijgelaten in een poging verdeeldheid onder de Maratha's te zaaien. De opzet slaagde: Tarabai erkende Shahu's aanspraak op de troon niet, en de aanvoerders van de Maratha's waren gedwongen partij te kiezen.
Dhanaji Jadhav zond Balaji Vishwanath naar Shahu's kamp om met de prins te onderhandelen. De ontmoeting zou het begin zijn van een levenslange vriendschap en vertrouwensband tussen Shahu en Vishwanath. Vishwanath wist Jadhav te overtuigen naar Shahu over te lopen en in 1708 werd Shahu in Satara tot chhatrapati uitgeroepen. Op dat moment vormden de verschillende stammen en eenheden van de Maratha's slechts een losse eenheid en was van sterk centraal gezag geen sprake. Nadat Jadhav in 1710 overleed kwam zijn zoon bovendien in opstand. Balaji Vishwanath wist deze opstand neer te slaan en bovendien een coupe te plegen in Kolhapur, waar Tarabai naartoe gevlucht was om een alternatief hof op te richten. Tarabai werd gevangengezet en een andere prins uit het huis van Shivaji werd in Kolhapur als radja aangesteld. Daarna voerde Vishwanath een campagne in de Konkan, waar hij de admiraal Kanhoji Angria, de laatste bondgenoot van Tarabai, overhaalde Shahu te erkennen. In 1713 werd Vishwanath door Shahu tot peshwa (eerste minister) benoemd.

### Peshwa

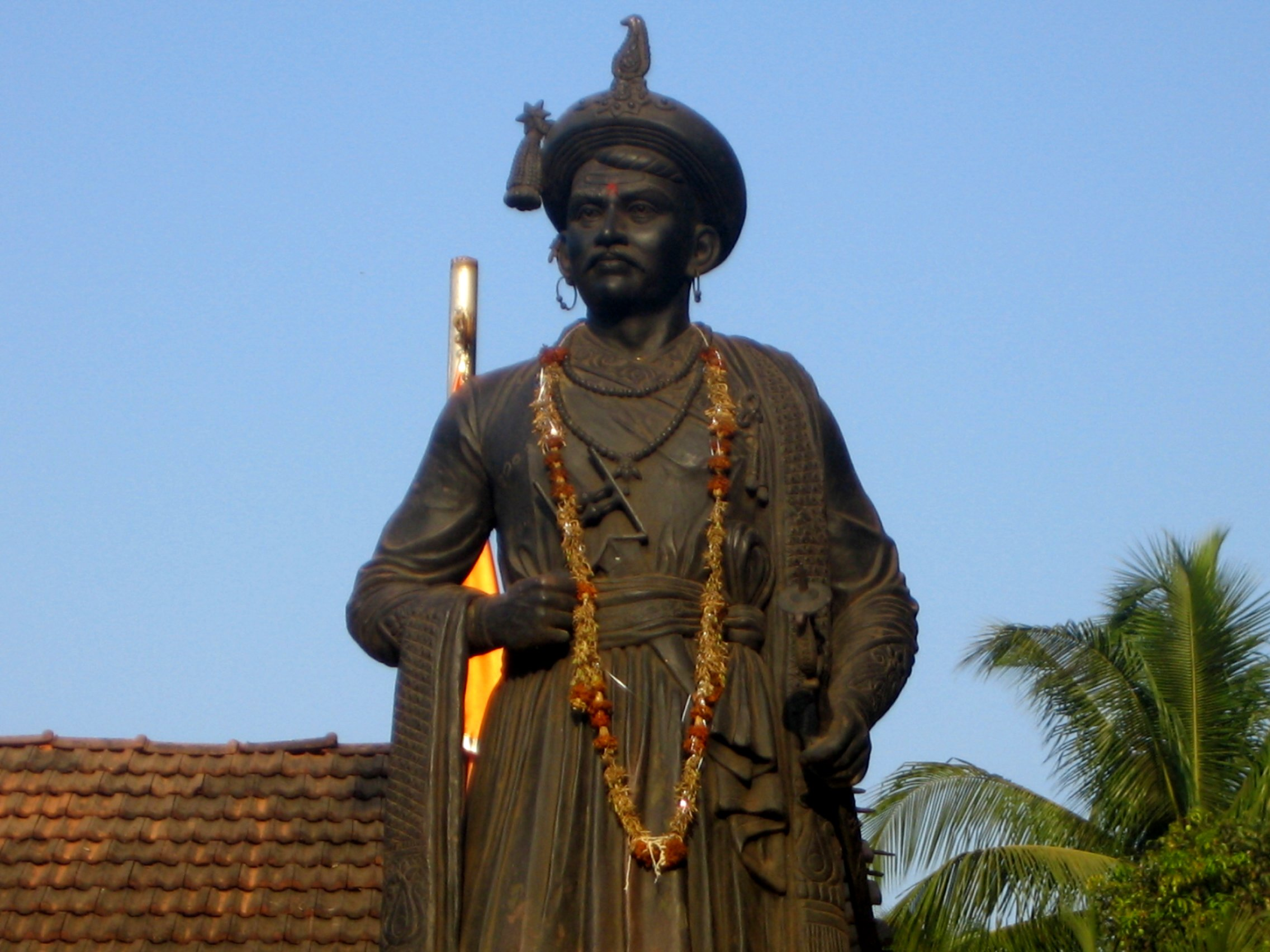
Standbeeld van Balaji Vishwanath in zijn geboorteplaats Shrivardhan

Banaji Vishwanath wist behendig het gezag van de keizer te versterken en tegelijkertijd het bestuur te verbeteren. Door zijn connecties met de bankiers van de Konkan kon hij gemakkelijk krediet vergaren en zijn regering van een solide financiële basis voorzien. Militair gezien bood de afnemende macht van de Mogols kansen. Toenemende interne strijd aan het hof in Delhi maakte dat de provincies niet op steun van de keizer hoefden te rekenen. Met name Gujarat, de provincies in de Dekan en Malwa lagen open voor militaire invallen. Vishwanath wist behendig de gebieden onder de jonge aanvoerders van de verschillende Marathaclans te verdelen. Dit had als bijkomend voordeel dat de clans zich aan het gezag van de peshwa onderwierpen.
De onderwerping van de Mogolprovincies ging met name om het recht de belasting te mogen heffen. De plaatselijke gouverneurs werden onder dreiging van plundering gedwongen de belastingwinning af te staan. Belasting bestond in het centrale deel van India uit de chauth (1/4 van de opbrengst ter bescherming tegen plundering door de Maratha's) en de sardeshmukhi (1/10 van de opbrengst voor de wettige soeverein). De Maratha's zetten in de provincies van de Dekan een soort schaduwadministratie op die het winnen van de chauth regelde. Als een plaatselijke bestuurders van de Mogols zich verzetten, werd het district, de stad of de provincie geplunderd. In een paar jaar tijd wist Vishwanath op deze manier de politieke invloed van de Maratha's over grote delen van India te verspreiden. Aan het einde van zijn regering waren de Maratha's heer en meester over de Dekan, Malwa, Bundelkhand en Gujarat.
Vishwanath concentreerde de aanvallen op provincies naar het noorden, die minder weerstand boden. In het oosten bood de gouverneur van de provincie Haiderabad, Mubariz Khan, wel verzet. Elke poging van de Maratha's na 1713 hun macht over het oostelijke deel van de Dekan uit te breiden liep op niets uit. Mubariz Khan was een bondgenoot van de in 1715 tot onderkoning van de Dekan benoemde Hussain Ali Khan Barha. Deze was samen met zijn broer, de vizier Abdullah Khan Barha, in een machtsstrijd met Mogolkeizer Farrukhsiyar gewikkeld.
Vishwanath wist de intriges van het Mogolhof in 1717 behendig naar zijn hand te zetten door met Barha tot een overeenkomst te komen. Deze overeenkomst hield in dat de Mogols de Maratha's als zelfstandige staat in de West-Ghats erkenden en verder de belastingwinning over de Dekan, Gujarat en Malwa afstonden. Ook werd Yesubai, de moeder van chhatrapati Shahu, door de Mogols vrijgelaten. In ruil stelde Vishwanath Barha financiële middelen en Maratha-troepen ter beschikking. Een gezamenlijk leger arriveerde in februari 1719 in Delhi, waar de Mogolkeizer afgezet en vermoord werd. De Barha's zetten een marionet op de troon.
Balaji Vishwanath overleed in 1720, om als peshwa te worden opgevolgd door zijn 19-jarige zoon Baji Rao. Gedurende zijn decennium aan de macht waren de rollen tussen de Mogols en Maratha's compleet omgedraaid. Grote delen van Centraal-India waren deel van het nieuwe Maratharijk geworden. Zijn nakomelingen, de peshwadynastie, zouden de Maratha's tijdens de 18e eeuw regeren. Een andere zoon, Chimmaji Appa, was de Maratha-generaal die in 1733 de Portugezen wist te verslaan en bijna uit Goa wist te verdrijven.